# Batman Unlimited : Monstrueuse Pagaille
Pour plus de détails, voir Fiche technique et Distribution.
Batman Unlimited : Monstrueuse Pagaille (Batman Unlimited: Monster Mayhem) est un film d'animation américain réalisé par Butch Lukic, sorti direct-to-video en 2015

## Synopsis
C'est Halloween à Gotham City. Pour fêter ça, les plus grands méchants de la ville ont tous uni leurs forces pour mettre en place une série de crimes. Batman se lance dans l'action pour les arrêter, rejoint par Green Arrow, Cyborg, Nightwing et Red Robin. Mais il semble que les méchants travaillent pour le pire d'entre eux, le Joker, qui a une surprise : un virus informatique qui fait rire tous les logiciels et qui les force à lui obéir. Est-ce que les héros peuvent arrêter le virus avant qu'il ne transforme tout Gotham en Jokerville ? Batman va-t-il trouver un moyen de battre le Joker maintenant que ses fidèles gadgets et véhicules ont succombé au virus ?

## Fiche technique
- Titre original : Batman Unlimited: Monster Mayhem
- Titre français : Batman Unlimited : Monstrueuse Pagaille
- Réalisation : Butch Lukic
- Scénario : Heath Corson
- Musique : Kevin Riepl
- Production : Butch Lukic

Producteurs délégués : Benjamin Melniker, Sam Register et Michael E. Uslan
- Société de production : Warner Bros. Animation
- Société de distribution : Warner Home Video (États-Unis, vidéo)
- Pays d'origine :  États-Unis
- Langue originale : anglais
- Durée : 81 minutes
- Dates de sortie[1] : 
  -  États-Unis : 18 août 2015 (sortie en vidéo)
  -  France : 1er novembre 2015 (diffusion sur France 4)
- Public : Tous Publics

## Distribution
- Roger Craig Smith (VF : Adrien Antoine) : Batman
- Troy Baker (VF : Xavier Fagnon) : le Joker
- Khary Payton (VF : Daniel Lobé) : Cyborg
- Chris Diamantopoulos (VF : Lionel Tua) : Green Arrow
- Will Friedle (VF : Donald Reignoux) : Nightwing
- Yuri Lowenthal (VF : Alexis Tomassian) : Red Robin
- Kari Wuhrer (VF : Céline Melloul) : Silver Banshee
- Fred Tatasciore (VF : Thierry Murzeau) : Solomon Grundy
- Brian T. Delaney : (VF : Marc Perez) Épouvantail
- Dave B. Mitchell (VF : Jean-François Vlérick) : Clayface
- Noel Fisher (VF : Hervé Grull) : Gogo Shoto
- Richard Epcar (VF : Jean-Claude Sachot) : commissaire James Gordon
- Alastair Duncan (VF : Pierre Dourlens) : Alfred Pennyworth

Source : Carton de doublage à la fin du film + le site la tour des héros

## Batman Unlimited
Ce film est le second de la série Batman Unlimited (en), débutée avec Batman Unlimited : L'Instinct animal, sorti quelques mois plus tôt. Cette série s'inspire de la ligne de jouets du même nom développée par Mattel dès 2013. Une web-série de 22 épisodes a été diffusée sur la chaine YouTube DC Kids en mai 2014. Il sera suivi le 24 juillet 2016 du téléfilm Batman Unlimited : Machines contre Mutants.